# Jens Baumbach
Jens Baumbach (* 23. Februar 1983) ist ein ehemaliger deutscher Handballspieler und -trainer.

## Karriere
Baumbach stammt aus Oeffingen. Als A-Jugendlicher wechselte Baumbach 2001 vom TV Oeffingen zum TV Bittenfeld. Mit dem TVB stieg Baumbach 2003 in die Oberliga Baden-Württemberg auf. 2004 erreichte er mit dem TVB den Aufstieg in die Regionalliga. 2006 stieg er mit Bittenfeld in die 2. Handball-Bundesliga Süd auf. Im Februar 2011 beendete Baumbach verletzungsbedingt seine aktive Karriere.
Baumbach bekleidete die Position eines linken Außenspielers.
Parallel zu seiner Tätigkeit als Spieler war Baumbach bereits als Trainer der 2. Mannschaft tätig. Nach dem Rücktritt von Henning Fröschle als Trainer der 1. Mannschaft im Dezember 2008 übernahm Baumbach interimsweise zusätzlich diese Funktion, bis er von Günter Schweikardt abgelöst wurde. Bis zur Saison 2009/2010 war Baumbach zusammen mit Klaus Hüppchen als Assistent von Günter Schweikardt tätig. Nach dem Ende seiner Spielerkarriere war Baumbach weiterhin als Trainer der 2. Mannschaft tätig. Seit 2022 ist er Abteilungsleiter des TVB Stuttgart.
2006 wurde Baumbach für besondere Verdienste um den Sport mit der Sportverdienstplakette der Stadt Waiblingen ausgezeichnet.

## Privat
Baumbach ist Diplombetriebswirt und als Einkäufer einer Maschinenbaufirma in Ditzingen tätig. Er wohnt in Bittenfeld.
Baumbachs Schwester Maren war ebenfalls als Handballspielerin aktiv.